# Biombo

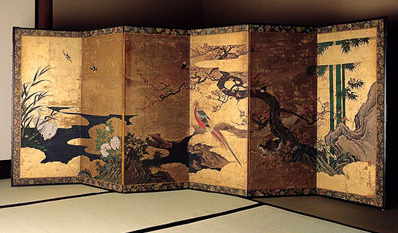
Biombo de seis paneles del.

Un biombo (屏風?) (del portugués biombo, y este del japonés Byōbu – Byō “protección"+ bu “viento”), también llamado un parabán (del francés: paravent) es, en sentido figurado, la "pantalla de protección contra el viento", lo que se refiere al propósito original del biombo, que era evitar que el viento soplara dentro de las habitaciones. Es un conjunto de pantallas japonesas que se doblan, usado para separar interiores, y espacios privados de un recinto más amplio; están animados con pinturas decorativas y caligrafía, principalmente oriental. Originarios de China, como prototipos, los primeros biombos encontrados están datados del periodo de la dinastía Han. El biombo fue introducido en Japón en el siglo VIII, cuando los artesanos japoneses comenzaron a construirlos influidos altamente por los patrones chinos ya establecidos.

## Tipos
Por el número de paneles:
- Tsuitate (衝立?): biombo de un solo panel, eran el primer formato disponible. encontrado actualmente en tiendas, restaurantes y otros lugares.
- Nikyoku byōbu (二曲屏風?) o Nimaiori byōbu (二枚折屏風?): biombo de dos paneles, hechas en su primer aspecto a mediados del período Muromachi. Son una característica dominante en los cuartos japoneses de la ceremonia del té usados en el borde de la estera del anfitrión para separarlo del área de la huésped, y son a menudo de 60 cm de alto y 85 cm de ancho. El biombo de Nikyoku también es llamado Furosaki byōbu (風炉先屏風?) en el contexto de las ceremonias del té.
- Yonkyoku byōbu (四曲屏風?): biombo del cuatro paneles, exhibidas en vestíbulos durante los períodos Kamakura y Muromachi. Fueron utilizados más adelante en las ceremonias de Seppuku y en cuartos que espera en la casa del té durante el último período del Edo.
- Rokkyoku byōbu (六曲屏風?) o Rokumaiori byōbu (六枚折屏風?): pantallas del seis paneles, en él encontramos el formato más popular, midiendo aproximadamente 1,5 m de alto por 3,7 m de anchura.
- Jūkyoku byōbu (十曲屏風?): pantallas de 10 paneles son de un formato relativamente reciente, usado como contextos en ajustes grandes tales como pasillos del hotel y centros de convención.

Por sus aplicaciones o temas:
- Ga no byōbu (賀の屏風?   literalmente pantallas de la longevidad): biombo que pretendió ser utilizado desde el período de Heian, comprendido del 754 al 1185, para celebrar longevidad a través del poema japonés, que muchas ocasiones son escritos en ellos, embellecido con las pinturas de pájaros y de flores en las cuatro estaciones.
- Shiro-e byōbu (白絵屏風?): son pantallas pintadas en tinta o en mica de superficies de seda blancas, usadas extensamente en el período del Edo,  en ceremonias de boda y más específicamente en habitaciones donde nacían los bebes, a estos últimos llamados Ubuya byōbu (産所屏風?   literalmente pantalla del lugar de nacimiento). Representaron tortugas, pinos y bambúes, así como aves fénix.
- Makura byōbu (枕屏風?): biombos que superan los 5 dm, generalmente de dos o cuatro paneles, usados en dormitorios como estante para las ropas y otros accesorios, y también para preservar aislamiento.
- Koshi byōbu (腰屏風?): fue utilizado durante el período de Sengoku, puesto detrás del anfitrión para tranquilizar a los invitados de que nadie se está ocultando detrás de los paneles.

## Evolución del biombo en los periodos japoneses
Los dos santuarios más antiguos que se construirían, se dice que en la época de la mitología de los dioses, son el santuario de Ise y el santuario de Izumo Taisha, cerca de Matsue. Durante el s. VI el Budismo importado de Corea y de China se extendería por el país ejerciendo una importante influencia en todos los ámbitos. Durante los siguientes siglos, el budismo desempeñaría un importante papel en la creación de la cultura única del Japón. 
A principios del siglo VII, el regente Shotoku Taishi llevaría a cabo reformas políticas y establecería un gobierno constitucional. Además, contribuiría a desarrollar la cultura de la educación. Este príncipe, de ardiente devoción por el budismo, hizo construir numerosos templos, siendo el más importante el templo Horyuji, considerado como el edificio de madera más antiguo del mundo.

### Período Nara (646–794)
Hasta el 710, la capital se desplazaría cada vez que un nuevo Emperador subiera al trono. Sin embargo, en el 710, la corte imperial se fijaría definitivamente en Nara. Durante los 84 años de este periodo, siete Emperadores se irían sucediendo en Nara. El budismo se desarrolla y miles de templos se construirían uno tras otro por todo el país. Además, aparecerían otras esculturas y otras formas de arte influenciadas por el budismo, de los que algunas muestras se han conservado hasta nuestros días. La escultura más impresionante es la imagen de bronce de Buda, realizada en el 752 en el templo de Todaiji, en Nara. Es la estatua más grande realizada en bronce de Buda en Japón. Incluso hoy en día Nara se enorgullece de sus antiguos templos y de los panteones de la familia imperial.
En el siglo VIII, el biombo multiartesonado hizo su aspecto, y fue utilizado como mobiliarios en la corte imperial, principalmente en ceremonias importantes. El biombo seis-artesonado era el más común del período de Nara, y fue cubierto en seda y conectado con las cuerdas de cuero o de seda. La pintura en cada panel fue enmarcada por un brocado de seda y el panel estuvo limitado con un marco de madera o bastidor.

### Período Heian (794–1185)
La capital sería trasladada en el 794 a Kioto. Japón comienza una época de prosperidad. Durante la época Heian, las culturas y las ideas importadas serían gradualmente asimiladas y poco a poco japonizadas. La invención de una nueva escritura japonesa aportaría los primeros desarrollos de la literatura y la poesía. Las artes tales como la pintura, la escultura o la arquitectura mostrarían además el carácter único de la cultura japonesa en aquella época. El dicho de Genji, el relato de ficción más antiguo del mundo, es su mejor ejemplo. Al principio del periodo Heian, la corte imperial disfrutaba de un gran poder y era próspera, pero durante la última parte de esta época, los clanes militares ganarían en influencia. Una serie de guerras civiles llevaría a Japón hasta la época feudal. 
Por el siglo IX, el biombo era imprescindible como mueble en las residencias de daimyō, los templos budistas y las capillas. El metal formado de monedas de Zenigata, abisagraban los paneles, ahora ya introducido se utilizó extensamente en vez de las cuerdas de seda. 

### Periodo Kamakura (1192–1333)
Japón entra en el periodo feudal una vez que el gobierno militar se estableciera en Kamakura en 1192. La dinastía Genji, al ganar la batalla contra la dinastía Heike, dominaría al Japón. Yoritomo, jefe de la dinastía Genji fundó su gobierno Taicún en Kamakura. Este sería el primero de una serie de gobiernos militares que durarían alrededor de 700 años hasta la restauración de Meiji en 1868.
Durante esta época, varias sectas budistas se crearían; Jodoshu, Rinzaishu, Jodoshinshu, Sotoshu, Nichirenshu, y Jishu. La angustia general les permitía reclutar numerosos adeptos de entre el pueblo. Las sectas de Jodo y Nichiren, así como el nuevo movimiento Sokagakkai son incluso más importantes en la actualidad.
La escuela zen obtendría un cierto éxito en la clase militar. La vida era simple y rigurosa. El principio de zen influenciaría mucho el arte y la literatura. Una nueva moda, masculina, reemplazaría a aquella tan elegante del periodo Heian.

### Período Muromachi (1392–1568)
En 1336, la dinastía Ashikaga establecería su gobierno feudal en Kioto, reemplazando al gobierno de Kamakura. Hasta mediados del siglo XV, los shogun llevarían una vida brillante y los pabellones de oro y plata construidos por ellos mismos son un buen ejemplo de la prosperidad de aquella época. Otra obra maestra es el jardín de piedras del templo Ryoanji, buen ejemplo de arte inspirado por el budismo zen.
Sin embargo, la última mitad del periodo Muromachi y el período Azuchi-Momoyama que le siguió, serían dominados por las guerras civiles. Las luchas se sucederían durante más de un siglo por todo el país.
Durante estas guerras civiles, el arte y la literatura no cesarían de progresar: el teatro nô, la ceremonia del té, los adornos florales y el diseño de los jardines que imitaban los países naturales tomarían poco a poco forma y las reglas que se establecieron entonces, aun permanecen en vigor. Por otra parte, los majestuosos castillos aparecerían, no solamente con el objetivo de la defensa militar, sino además para demostrar el poder del señor feudal a sus súbditos.
La popularidad de los biombos fue en ascenso, y fueron encontradas en muchas residencias, dojos, y tiendas. El biombo de dos paneles era común, y las bisagras de papel traslapadas sustituían al metal de Zenigata, que las hizo más ligeras para llevar, más fácil doblar, y más fuerte en los empalmes. Esta técnica permitió que las pinturas en el biombo estuvieran ininterrumpidas por las fronteras verticales del panel, que incitaron al artista a pintar suntuoso, los paisajes a menudo, monocromáticos, temas de la naturaleza y los paisajes locales japoneses famosos. Las bisagras de papel, aunque absolutamente fuertes, requerían que la infraestructura del panel fuera tan ligera como fuera posible. Los enrejados de la madera blanda fueron construidos usando los clavos de bambú especiales, que permitieron que el enrejado fuera cepillado a lo largo de sus bordes para ser rectos, cuadrado, y el mismo tamaño que los otros paneles del biombo. Los enrejados estuvieron cubiertos con unas o más capas de papel estiradas a través de la superficie del enrejado como una cabeza del tambor para proporcionar un forro plano y fuerte para las pinturas que serían montadas más adelante en las pantallas. La estructura que resultaba, era ligera y asombrosamente articulada, con todo aún absolutamente vulnerable. Después de las pinturas y del brocado fueron unidos por un marco de madera laqueado (típicamente negro o rojo oscuro) fue aplicado para proteger el perímetro externo del biombo, y las técnicas de adornado del metal (tiras, ángulos rectos, y pernos prisioneros) fueron aplicadas al marco para proteger la laca.

### Período Azuchi-Momoyama (1568–1600) y período Edo (1600–1868)
Tokugawa Ieyasu, llegaría al poder y establecería su gobierno en 1603, en Edo, el Tokio de la actualidad. La estructura política, que imitaba a la de shogunato Kamakura, sería sin embargo más sistemática y se concebiría para controlar de cerca de los señores locales. Es la razón principal por la que el periodo de Edo duró 260 años.
En 1633, todos los pueblos abiertos al comercio internacional se cerrarían, a excepción de Nagasaki donde los holandeses y los chinos estaban autorizados a comerciar. Su presencia estaba estrictamente limitada a un pequeño distrito de la ciudad. Este era el único punto a través del cual los japoneses podían percibir lo que sucedía en el mundo. Durante este tranquilo periodo, las diversiones de cualquier tipo estarían muy de moda. El teatro Kabuki y el tallado de madera agradarían al público. La calidad de las mercancías de porcelana, los brocados en seda y las lacas mejorarían. Sin embargo, a mediados del siglo XIX, los desarrollos de la economía y el comercio, de una cultura y de un modo de vida urbano, muy sofisticados pondrían en evidencia el carácter antiguado del sistema feudal adoptado por el shogunato Tokugawa.
En 1853, el Comodoro Perry de la marina de los Estados Unidos llevó su flota al puerto de Uraga, cerca de Tokio y obligaría al gobierno japonés a comerciar con los Estados Unidos. En consecuencia, dos puertos, Shimoda y Hakodate, se abrirían al comercio internacional. 

Biombo hecho por Hasegawa Tōhaku titulado "Pinos" (derecha).

Este encuentro inesperado con el oeste y sus tecnologías avanzadas contribuiría a la caída del gobierno shogunato Tokugawa. Japón se encontraría así en la necesidad de ponerse al nivel de los países occidentales. Este sería el principio de una nueva era.
El renombre de Biombo creció más de par en par, como la penetración de lo popular en las artes desarrolladas perceptiblemente durante este período. El biombo adornó las residencias del samurái, transportando abundancia y demostrando energía y poder. Esto conduce a los cambios radicales que se hicieron en el biombo: el fondo hecho de oro vivo y las pinturas altamente coloridas que representan paisajes de la naturaleza y de la vida de cada día.

## El biombo como objeto de comercio
Durante la época del más notable de los Ashikaga, Yoshimitsu que estuvo en el poder desde 1367 al 1394 y después gobernó desde el retiro hasta su muerte en 1408, muchas de las familias más poderosas del Japón se trasladaron a la capital, construyeron mansiones allí y compitieron con Yoshimitsu cultivando las artes y practicando buenos modales. En ese renacimiento desempeñó una función importante el budismo zen, que se había convertido en la principal religión de la clase superior en los primitivos tiempos feudales y era ahora más fuerte que nunca. Sus centros se habían transformado de humildes ermitas en importantes edificios con majestuosos tejados curvos de mosaico, y los monjes y sacerdotes zen ya no eran ascetas dedicados al silencio y la meditación. Pero los clérigos zen fueron aún más lejos al financiar y organizar el comercio exterior del Japón, Yoshimitsu era coleccionista de arte e hizo endeudar que ni los ingresos del erario público, ni las rentas de las propiedades de su familia, bastaban a cubrir. Los astutos monjes zen tuvieron una solución para este déficit: las utilidades que se lograban del comercio con China, estimulado oficialmente, y de donde provenían muchos de los lujos que los japoneses opulentos estaban dispuestos a pagar a muy buen precio.
Ya en 1342, los chinos consideraban los obsequios como una especie de tributo, pero los japoneses no pusieron reparos a esta implicación porque los regalos que los chinos enviaban a cambio solían ser mucho más valiosos que el tributo que habían recibido. A los chinos no les interesaba mucho el comercio con los japoneses, pero si deshacerse de los piratas japoneses que habían estado asaltando sus costas septentrionales. Para ello China estableció contacto con Yoshimitsu un poderoso monarca con gran poder en Japón occidental para tratar este tema. En 1402 las negociaciones dieron resultados concretos. Yoshimitsu atacó las bases piratas con sus escuadrones y envió un grupo de cautivos a China. Después de un cordial intercambio se animó el comercio con China, protegido por los dos países, pero organizado en el Japón, por monjes financieros que encargaban a las comerciantes de las ciudades costeras el manejo de los detalles físicos. Los principales artículos que se importaban de China eran sedas crudas, brocados, porcelanas, y monedas chinas de cobre. Los japoneses pagaban estas mercancías con azufre de las islas volcánicas y con sus maravillosas espadas. Los objetos de arte se movían en ambas direcciones. Los japoneses enviaban objetos lacados, abanicos y biombos graciosamente decorados, en tanto que los chinos remitían libros y pinturas. Esto coincidió con la conquista de China por parte de los mongoles, lo que hizo que el comercio con este país fuera en aumento[cita requerida].
En Alemania se los conoce como "pared española", probablemente por ser su primer contacto con ellos a través de los barcos españoles que los traían de Manila.

## La pintura en los biombos

### La escuela decorativa de Koetsu
Durante el periodo Honami-Koetsu aparecen nuevas formas originalísimas y métodos hasta entonces desconocidos de aplicar el esmalte, los detalles ornamentales tomados de la caligrafía son muy propios de esta escuela japonesa. La escritura del Japón ya es en sí misma una obra de arte, pero en esta escuela alcanza un valor absoluto de originalidad en la decoración que no había logrado en épocas anteriores. Sotatsu va a utilizar los kanji o caracteres japoneses con el mismo fin decorativo en muchas de sus obras y así casi todos los maestros de la escuela. Los citados caracteres no son algo superpuesto. 

### La genialidad creadora de Soatsu
Entre 1615 y 1635 se realizaron todas sus obras la mayoría en el periodo de Edo. Uno de los pocos datos conocidos de su vida es que en 1630 fue encargado de copiar 4 rollos ilustrados de la vida del monje poeta Saigyo y que el mismo año aceptó el encargo hecho por el emperador Gomizuno de pintar unos biombos. Ello hace pensar que en este tiempo había alcanzado ya un estilo de madurez reconocido por todos. Los colores se han vuelto planos, extendidos; las montañas se han ensanchado; la mayoría de las veces ha suprimido los efectos de la perspectiva o ha creado un nuevo ángulo de visión. El color es siempre vivo, rico, y en la aplicación de la materia ha inventado nuevas técnicas que enriquecieron después de la pintura japonesa.
Sotatsu pinto asimismo obras a la tinta china, más la composición está situada en un marco decorativo propio de su estilo personal además de pintar siempre temas tomados de la literatura japonesa. Así tiene varias escenas de la Historia de Genji, entre las que es de una belleza especial la llamada Sekiya (la cabaña del límite).

### Ogata Korin: el gran continuador del estilo de Soatsu
Ogata Korin descendiente de Soken gran personalidad que destacó en la caligrafía según el estilo de Koetsu. Su obra representa la síntesis de la elegancia y del buen gusto de la era de Genroku, se destacó como en la escuela del norte por el uso de la tinta monocroma de la escuela de Kano ya puede adivinarse su inclinación natural al estilo decorativo en el empleo de las grandes manchas de tinta aguada, ninguna tan interesante como el biombo que representa las olas del mar, en la obra más decorativa de toda la pintura japonesa dentro de las hechas con tinta de un solo color. No son más que unos trazos de pincel, curvos y enteros, que nos presentan una posición de rompeolas, y alrededor de los bordes de la tinta esta como asperjada, para indicar la espuma de las olas. Los trazos del pincel son más densos y fuertes que los delicados de Sotatsu, aunque en ambos entrañan un mismo afán decorativo. 
La obra más célebre de Korin se conserva en el Museo Nezu, de Tokio: dos grandes biombos pintados con lirios. El tema lo tomo de un episodio de los Cuentos de Ise, novela del periodo de Heian. 

### La obra de Ogata Kenzan
El hermano menor de Korin expresa en sus obras un sentido profundo e íntimo de la belleza. Su temperamento artístico era polifacético: caligrafía pintura y cerámica de origen raku. El temperamento de Kenzan le llevaba a expresar sus ideas estéticas en las formas del arte del Zen.

### La escuela de Kano
Durante el periodo Edo, los artistas de la escuela de pintura de Kano siguieron siendo los pintores oficiales del gobierno de Tokagawa. A cambio de la colaboración artística, recibían casa, tierras, honores, etc. Semejante posición privilegiada inalienable les hizo caer en la falta de creación personal en sus obras, muchas veces reducida a una serie de monótonas variaciones sobre temas académicos.
Uno de sus pintores, el más conocido de los artistas de esta escuela en Edo, fue Kano Tanyu mismo que fundó la escuela de Kano en Edo. Sus obras están dentro de la línea de la pintura china de paisajes.

### La escuela realista de Maruyama Okyo
Mientras la escuela de Kano, ocupaba la dirección artística de Edo, en Kioto surgía una nueva escuela funda por el pintor Maruyama Okyo. Al principio su estilo pictórico era parecido al de la escuela de Kano; después se dejó influir por la pintura de occidente, que llegaba al Japón a través del pequeño grupo de holandeses que habían quedado comerciando en Nagasaki. La obra de Maruyama Okyo es una combinación de la técnica de la pintura a la tinta china con el realismo de la pintura occidental. En la obra de Okyo se perciben influencias de la escuela decorativa de Korin y Sotatsu, así como el idealismo de la pintura china.

### La escuela de Bunjin-Ga o Nan-Ga
Esta escuela de la pintura apareció a mediados del periodo de Edo. Es una tendencia surgida en el Japón bajo la influencia de la pintura china. Bunjin-ga significa la clase de pintura hecha por aquellos aficionados. Durante las distintas dinastías de Sung y Yan esta tendencia floreció mucho en China. Su estilo fue aceptado por algunos pintores profesionales, designados desde entonces con el nombre de Nan-ga o Escuela de la Pintura del Sur, para distinguirlos de la Escuela del Norte, que seguía incondicionalmente la técnica de la tinta monocroma tradicional. Esta escuela tenía como objetivo el reflejar el espíritu y temperamento poético del artista, libre de cualquier restricción por la técnica.